# Helas Brno
L'Helas Brno è una squadra ceca di calcio a 5 fondata nel 1982 a Brno.

## Storia
A metà degli anni '90 ha iniziato la scalata al vertice del calcio a 5 ceco: nel 1997 è giunta in seconda divisione e l'anno successivo per la prima volta in 1. Futsal Liga. Nel 2006/2007 la squadra non va oltre l'ultimo posto e retrocede in seconda divisione, riconquistando la promozione appena dodici mesi dopo. Nella prima stagione di massima divisione, ottiene immadiatamente i playoff da cui esce al primo turno.

## Rosa 2008-2009
| N. |                      | Ruolo | Calciatore       |
| -- | -------------------- | ----- | ---------------- |
| -  | Rep. Ceca (bandiera) | G     | Richard Fridl    |
| -  | Rep. Ceca (bandiera) | G     | Karel Tuhacek    |
| -  | Rep. Ceca (bandiera) | G     | Jiří Vašíček     |
| -  | Rep. Ceca (bandiera) | G     | Karel Zhoř       |
| -  | Rep. Ceca (bandiera) | G     | Zdeněk Sára      |
| -  | Rep. Ceca (bandiera) | G     | František Kuldan |
| -  | Rep. Ceca (bandiera) | G     | Martin Maša      |
| -  | Rep. Ceca (bandiera) | G     | Adam Spurný      |
| -  | Rep. Ceca (bandiera) | G     | Radek Toman      |
| -  | Rep. Ceca (bandiera) | G     | Jan Buchta       |
| -  | Rep. Ceca (bandiera) | G     | Tomáš Galia      |
| -  | Rep. Ceca (bandiera) | G     | Martin Hajnovič  |
| -  | Rep. Ceca (bandiera) | G     | Libor Němec      |

| N. |                       | Ruolo | Calciatore       |
| -- | --------------------- | ----- | ---------------- |
| -  | Rep. Ceca (bandiera)  | G     | Tomáš Mica       |
| -  | Rep. Ceca (bandiera)  | G     | Lubomír Gaštan   |
| -  | Rep. Ceca (bandiera)  | G     | Roman Horák      |
| -  | Rep. Ceca (bandiera)  | G     | Petr Lepka       |
| -  | Rep. Ceca (bandiera)  | G     | Vladislav Mrázek |
| -  | Rep. Ceca (bandiera)  | G     | Jiří Šíma        |
| -  | Rep. Ceca (bandiera)  | G     | David Cupák      |
| -  | Rep. Ceca (bandiera)  | G     | Jan Dornay       |
| -  | Rep. Ceca (bandiera)  | G     | Vojtěch Ráček    |
| -  | Rep. Ceca (bandiera)  | G     | Roman Zavřel     |
| -  | Slovacchia (bandiera) | G     | Tomáš Konečný    |
| -  | Rep. Ceca (bandiera)  | G     | Juraj Bršťák     |